# Доставочная марка

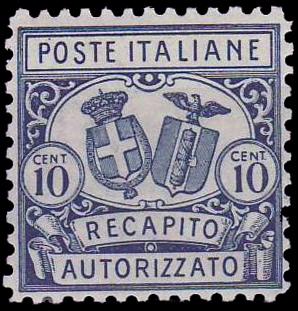

Доставочная марка — почтовая марка, предназначенная для предварительной оплаты почтового сбора за доставку почтового отправления получателю. Обычно доставочные марки употреблялись в тех случаях, когда почтовое отправление нужно было доставить от отправителя до почтамта или от почтамта получателю, но в каждой стране могли быть свои особенности данной услуги и применявшихся при этом марок.

## Описание
Подобный вид марок выпускался почтовыми администрациями ряда стран мира. Потребность в выпуске таких специальных марок обычно была связана с тем, что государственная почта доставляла корреспонденцию только до почтового отделения, действуя по схеме, аналогичной нынешней почте «до востребования». Адресатам приходилось самим заходить на почту за письмами, что причиняло определённое неудобство. Тогда некоторые частные лица и фирмы стали доставлять поступившие по государственной почте почтовые отправления на дом адресатам.

## Примеры некоторых стран
Ниже приводятся примеры эмиссий и использования доставочных марок в различных странах мира.

### Австро-Венгрия
Полевая почта Австро-Венгрии в 1918 году напечатала местные доставочные почтовые марки для армейской группы Бороевича, предназначенные для оплаты сбора за доставку почтовых отправлений в 18 оккупированных городов провинции Венеция. Марки продавались на почте, но в обращение так и не поступили.

### ГДР
В Германской Демократической Республике в 1965—1969 годах применялись особые доставочные марки, которые по своему характеру были служебными. Они были выпущены для почтовых отправлений с доставочным формуляром (ZU, от нем. Zustellungsurkunde — расписка в получении) и поэтому также называются «марками ZU». Предназначались для оплаты почтового сбора за доставку Центральной курьерской службой отправлений, которая производилась под расписку в получении.

### Испания
В Испании доставочные марки с надписью исп. «Derecho de entrega» были выпущены в 1931 году для оплаты доставки внутренних писем. Почтовый сбор за их доставку до 1931 года составлял 5 сентимо с каждого письма.

### Италия
Первые доставочные марки Италии вышли в июле 1928 года для оплаты дополнительного почтового сбора за доставку корреспонденции местными частными лицами (посыльными или фирмами) в некоторых местностях, где отсутствовали почтовые отделения[≡]. На них был изображён герб Италии и фасция и помещена надпись итал. «Recapito autorizzato» («Доставка разрешена»). Последние на сегодняшний день доставочные марки вышли в сентябре 1990 года. Обычно эти марки гасились штемпелями фирмы

### США
Доставочные марки в США были двух типов:
- общегосударственные и
- местные.

Впервые общегосударственные доставочные марки, известные как англ. «carrier’s stamps / official issues» («курьерские марки / официальные выпуски»), были отпечатаны в 1851 году (Sc #LO1—LO2). Обе марки стоили 1 цент, но номинал на первой из них указан не был. В 1875 году эти почтовые знаки были переизданы (Sc #LO3—LO6).
Местные доставочные марки (англ. «semi-official issues» — «полуофициальные выпуски») находились в почтовом обращении с 1842 по 1857 год в нескольких крупных американских городах — в Балтиморе, Бостоне, Кливленде, Луисвилле, Нью-Йорке, Сент-Луисе, Филадельфии, Чарльстоне и Цинциннати (Sc #1LB1—8LB3).

### Уругвай
Курьерские, или доставочные, марки (англ. carrier issues) Уругвая, появившиеся в 1856—1857 годах, принято одновременно считать первыми марками страны (Sc #1—3, 3B). На четырёх марках этой серии имелась надпись исп. «DILIGENCIA» («Дилижансом»), свидетельствовавшая о способе доставки корреспонденции. В 1858 году были дополнительно выпущены три похожие марки (Sc #4—6), но на них уже стояла надпись «CORREO» («Почта») и было указано название столицы — «MONTEVIDEO» («Монтевидео» — вместо названия страны).

### Чехословакия
В 1937—1939 годах в Чехословакии были в обращении доставочные марки, служившие для оплаты дополнительного почтового сбора за доставку в собственные руки адресата, которые можно рассматривать как доплатные доставочные марки.